# شلومیت مالکا
شلومیت مالکا (عبری: שלומית מלכה-לוי‎؛ زادهٔ ۲۳ دسامبر ۱۹۹۳) مدل و مجری تلویزیونی اهل اسرائیل است. او فعالیت حرفه‌ای خود را در سال ۲۰۱۱ آغاز کرد.